# ドリームプラン
『ドリームプラン』（原題：King Richard）は、2021年のアメリカ合衆国の伝記映画。監督はレイナルド・マーカス・グリーン、主演はウィル・スミスが務める。テニス選手ビーナス・ウィリアムズとセリーナ・ウィリアムズの父でありコーチであるリチャード・ウィリアムズの生涯を描く。また、HBO Maxで1ヶ月間の同時リリースが予定されている。
第94回アカデミー賞では作品賞をはじめとする6部門でノミネートされ、そのうちウィル・スミスが主演男優賞を受賞している。

## ストーリー
破天荒でテニス経験が皆無だったリチャード・ウィリアムズ。父親として彼が育てることになった2人の娘ビーナスとセリーナは史上稀なほどの巨大な才能に恵まれていた。彼女たちは後にテニスというスポーツの歴史を大きく変えることになる。

## キャスト
※括弧内は日本語吹替。
- リチャード・ウィリアムズ（英語版） - ウィル・スミス（東地宏樹）
- オラシーン・“ブランディ”・ウィリアムズ（英語版） - アーンジャニュー・エリス（根本圭子）
- ビーナス・ウィリアムズ - サナイヤ・シドニー（英語版）（杉山里穂）
- セリーナ・ウィリアムズ - デミ・シングルトン（英語版）（高倉有加）
- リック・メイシー（英語版） - ジョン・バーンサル（咲野俊介）
- ポール・コーエン - トニー・ゴールドウィン（赤坂柾之）
- チューンド・プライス（英語版） - ミカイラ・ラシェ・バーソロミュー
- アイシャ・プライス - ダニエル・ローソン
- リンドレア・プライス - ライラ・クロフォード（中野さいま）
- ウィル・ホッジス - ディラン・マクダーモット
- ライアード・スタブラー - アンディ・ビーン（英語版）
- ベルズ - クレイグ・テイト
- モンスタ - ヴォーン・W・ヘブロン
- ヴィック・ブレイデン（英語版） - ケヴィン・ダン
- ジェニファー・カプリアティ - ジェシカ・ワクニック

## 評価

### 映画批評家によるレビュー
Rotten Tomatoesによれば、290件の評論のうち高評価は90%にあたる261件で、平均点は10点満点中7.6点、批評家の一致した見解は「『ドリームプラン』は、爽やかなニュアンスに富んだストーリーテリングと、主演のウィル・スミスによる非常に素晴らしい演技によって、スポーツ伝記映画の定型を超えた作品となっている。」となっている。
Metacriticによれば、53件の評論のうち、高評価は45件、賛否混在は7件、低評価は1件で、平均点は100点満点中76点となっている。

### 受賞歴
| 賞                                     | 部門                     | 対象者                                          | 結果       |
| -------------------------------------- | ------------------------ | ----------------------------------------------- | ---------- |
| 第94回アカデミー賞                     | 作品賞                   |                                                 | ノミネート |
| 第94回アカデミー賞                     | 主演男優賞               | ウィル・スミス                                  | 受賞       |
| 第94回アカデミー賞                     | 助演女優賞               | アーンジャニュー・エリス                        | ノミネート |
| 第94回アカデミー賞                     | 脚本賞                   | ザック・ベイリン                                | ノミネート |
| 第94回アカデミー賞                     | 歌曲賞                   | 「ビー・アライヴ」 作詞・作曲: ビヨンセ、DIXSON | ノミネート |
| 第94回アカデミー賞                     | 編集賞                   | パメラ・マーティン                              | ノミネート |
| 第79回ゴールデングローブ賞             | 作品賞（ドラマ部門）     |                                                 | ノミネート |
| 第79回ゴールデングローブ賞             | 主演男優賞（ドラマ部門） | ウィル・スミス                                  | 受賞       |
| 第79回ゴールデングローブ賞             | 助演女優賞               | アーンジャニュー・エリス                        | ノミネート |
| 第79回ゴールデングローブ賞             | 主題歌賞                 | 「ビー・アライヴ」 作詞・作曲: ビヨンセ、DIXSON | ノミネート |
| 第75回英国アカデミー賞                 | 主演男優賞               | ウィル・スミス                                  | 受賞       |
| 第75回英国アカデミー賞                 | 助演女優賞               | アーンジャニュー・エリス                        | ノミネート |
| 第75回英国アカデミー賞                 | オリジナル脚本賞         | ザック・ベイリン                                | ノミネート |
| 第75回英国アカデミー賞                 | キャスティング賞         | リッチ・デリア アヴィ・カウフマン               | ノミネート |
| 第27回クリティクス・チョイス・アワード | 作品賞                   |                                                 | ノミネート |
| 第27回クリティクス・チョイス・アワード | 主演男優賞               | ウィル・スミス                                  | 受賞       |
| 第27回クリティクス・チョイス・アワード | 助演女優賞               | アーンジャニュー・エリス                        | ノミネート |
| 第27回クリティクス・チョイス・アワード | 若手俳優賞               | サナイヤ・シドニー                              | ノミネート |
| 第27回クリティクス・チョイス・アワード | オリジナル脚本賞         | ザック・ベイリン                                | ノミネート |
| 第27回クリティクス・チョイス・アワード | 歌曲賞                   | 「ビー・アライヴ」                              | ノミネート |